# Olivia Nicholls
Olivia Nicholls (nació el 26 de octubre de 1994) es una tenista británica.
Nicholls tiene un ranking de individuales WTA más alto de su carrera, No. 943, logrado el 18 de septiembre de 2017. También tiene un ranking WTA más alto de su carrera, No. 59 en dobles, logrado el 9 de enero de 2023.
Nicholls hizo su debut en el cuadro principal de la WTA en dobles en el WTA Lyon Open 2022, junto a su compatriota Alicia Barnett

## Títulos WTA (3; 0+3)

### Dobles (3)
| Leyenda              |
| -------------------- |
| Grand Slam (0)       |
| Juegos Olímpicos (0) |
| WTA Finals (0)       |
| WTA 1000 (0)         |
| WTA 500 (1)          |
| WTA 250 (2)          |

| N.º | Fecha                | Torneo | Superficie | Pareja            | Oponentes en la final             | Resultado        |
| --- | -------------------- | ------ | ---------- | ----------------- | --------------------------------- | ---------------- |
| 1.  | 27 de agosto de 2022 | Granby | Dura       | Alicia Barnett    | Harriet Dart Rosalie van der Hoek | 5-7, 6-3, [10-1] |
| 2.  | 3 de marzo de 2024   | Austin | Dura       | Olivia Gadecki    | Katarzyna Kawa Bibiane Schoofs    | 6-2, 6-4         |
| 3.  | 22 de junio de 2025  | Berlín | Hierba     | Tereza Mihalíková | Sara Errani Jasmine Paolini       | 4-6, 6-2, [10-6] |

#### Finalista (3)
| N.º | Fecha               | Torneo           | Superficie | Pareja            | Oponentes en la final          | Resultado   |
| --- | ------------------- | ---------------- | ---------- | ----------------- | ------------------------------ | ----------- |
| 1.  | 6 de marzo de 2022  | Lyon             | Dura (i)   | Alicia Barnett    | Laura Siegemund Vera Zvonareva | 5-7, 1-6    |
| 2.  | 16 de junio de 2024 | 's-Hertogenbosch | Césped     | Tereza Mihalíková | Ingrid Neel Bibiane Schoofs    | 6-7(3), 3-6 |
| 5.  | 15 de marzo de 2025 | Indian Wells     | Dura       | Tereza Mihalíková | Asia Muhammad Demi Schuurs     | 2-6, 6-7(4) |

## Títulos WTA 125s

### Dobles (2–0)
| Resultado | Fecha               | Torneos    | Superficie            | Pareja         | Oponentes en la final         | Resultado |
| --------- | ------------------- | ---------- | --------------------- | -------------- | ----------------------------- | --------- |
| Campeona  | 16 de marzo de 2024 | Charleston | Tierra batida (verde) | Olivia Gadecki | Sara Errani Tereza Mihalíková | 6-2, 6-1  |